# Liściolot kubański
Liściolot kubański (Phyllonycteris poeyi) – gatunek ssaka z podrodziny jęzorników (Glossophaginae) w obrębie rodziny liścionosowatych (Phyllostomidae).

## Taksonomia
Gatunek po raz pierwszy zgodnie z zasadami nazewnictwa binominalnego nazwał w 1861 roku niemiecko-kubański przyrodnik Juan Cristóbal Gundlach nadając mu nazwę Phyllonycteris poeyi. Holotyp pochodził z plantacji Fundador Coffee, w Kubie. Podgatunek po raz pierwszy zgodnie z zasadami nazewnictwa binominalnego nazwał w 1929 roku amerykański zoolog Gerrit Smith Miller nadając mu nazwę Phyllonycteris obtusa. Holotyp pochodził z „krzywej jaskini” w pobliżu plantacji Atalaye, około 4 mi (6 km) od Saint-Michel-de-l’Atalaye, w Haiti.
Autorzy Illustrated Checklist of the Mammals of the World rozpoznają dwa podgatunki.

### Etymologia
- Phyllonycteris: gr. φυλλον phullon „liść”; νυκτερις nukteris, νυκτεριδος nukteridos „nietoperz”[9].
- poeyi: prof. Felipe Poey y Aloy (1799–1891), kubański zoologi, przyrodnik i artysta[10].

## Zasięg występowania
Liściolot kubański występuje w Kubie i Haiti zamieszkując w zależności od podgatunku:
- P. poeyi poeyi – Kuba, w tym Isla de la Juventud.
- P. poeyi obtusa – Haiti.

Obserwacje dwóch osobników w Florida Keys w Stanach Zjednoczonych może reprezentować osobniki zabłąkane.

## Morfologia
Długość ciała (bez ogona) 75–87 mm, długość ogona 6–18 mm, długość ucha 12–16 mm, długość tylnej stopy 16–20 mm, długość przedramienia 43–51 mm; rozpiętość skrzydeł 294–350 mm; masa ciała 15–29 g; samce są średnio większe od samic. Liściolot kubański nie ma właściwie żadnych znaczących narośli na nosie.

## Ekologia

### Tryb życia
Występuje w lasach pierwotnych. Nietoperz ten prowadzi wybitnie stadny tryb życia; śpi w grupach liczących ponad tysiąc osobników w jaskiniach i szczelinach skalnych. Wąskim i długim językiem pobiera z kwiatów nektar i pyłek z najróżniejszych kwiatów, ale jada również owoce.

### Rozmnażanie
Jego okres rozrodu nie jest związany z żadną porą roku, a młode pozostają we wspólnym lęgowisku, dopóki nie nauczą się latać.